# ロバート・E・リー (原子力潜水艦)
|          |                                                                     |
| 艦歴     |                                                                     |
| 発注     | 1958年7月30日                                                       |
| 起工     | 1958年8月25日                                                       |
| 進水     | 1959年12月18日                                                      |
| 就役     | 1960年9月16日                                                       |
| 退役     |                                                                     |
| その後   | 原子力艦再利用プログラム                                            |
| 除籍     | 1986年4月30日                                                       |
| 性能諸元 |                                                                     |
| 排水量   | 水中：6,700トン、水上：5,946トン                                    |
| 全長     | 382 ft (116 m)                                                      |
| 全幅     | 33 ft (10.1 m)                                                      |
| 吃水     | 29 ft (8.8 m)                                                       |
| 機関     | 原子力ギアード・タービン                                            |
| 原子炉   | WEC S5W原子炉 1基                                                   |
| 最大速   | 水上20ノット (37 km/h; 23 mph) 水中35ノット (65 km/h; 40 mph)       |
| 乗員     | ブルー、ゴールド2チームの乗組員 各チームそれぞれ士官12名、兵員100名 |
| 兵装     | 21インチ魚雷発射管6基 ポラリス・ミサイル16発                        |

ロバート・E・リー (USS Robert E. Lee, SSBN-601) は、アメリカ海軍のジョージ・ワシントン級原子力潜水艦。艦名は南部連合の司令官であったロバート・E・リーに因んで命名された。

## 艦歴
ロバート・E・リーは1958年8月25日にバージニア州ニューポート・ニューズのニューポート・ニューズ造船所で起工した。1959年12月18日にハンソン・E・エリー2世夫人によって命名、進水し、1960年9月16日にブルー班艦長ルーベン・F・ウッダル中佐、ゴールド班艦長ジョセフ・ウィリアムズ・ジュニア中佐の指揮下就役する。
ディキシーで建造された最初の原子力艦として、ロバート・E・リーはバージニア州ニューポート・ニューズでの作戦活動を行う。1960年12月2日にナラガンセット湾試験海域での魚雷発射試験に向かう。12月6日に5発の魚雷発射に成功し、ケープケネディに向かったロバート・E・リーは12月12日に到着した。試験用のポラリスミサイルを搭載し、10日後に初のミサイル発射を行う。
1961年1月に、ロバート・E・リーは追加のミサイル発射試験を行い、15日に出航、バミューダ試験海域に向かう。同海域に到着後、25日にトースク (USS Torsk, SS-423) と合流したロバート・E・リーは対潜水艦戦訓練に参加した。1月30日にノーフォークに帰還し、2月3日にニューポート・ニューズ造船所の乾ドックに入渠、1ヶ月間の補修作業が行われた。3月17日にニューポート・ニューズを出航し、25日にバージニア州ヨークタウンで魚雷を搭載、ケープケネディに向かい4月9日に到着した。
ロバート・E・リーはケープケネディの沖合での特別任務を5月から6月にかけて行い、6月後半にスコットランドのホーリー・ロッホに向かう。同地で7月10日に第14潜水戦隊に合流、8月の第1週は魚雷発射訓練を行い、8月9日にホーリー・ロッホを出航、最初の戦略抑止哨戒に向かった。
続く2年に渡ってロバート・E・リーは活動を続け、10回の抑止哨戒を行った。1963年9月10日に浮きドックのロスアラモス (USS Los Alamos, AFDB-7) に入渠し、10月4日に哨戒任務を再開した。ホーリー・ロッホを拠点としての活動は1964年まで続き、11月27日に16回めの哨戒に向かう。哨戒は1965年1月28日にメア・アイランド海軍造船所で完了した。
2月22日、ロバート・E・リーは最初のオーバーホールのためサンフランシスコ湾海軍造船所に入渠した。オーバーホールの作業内容には原子炉の燃料補給も含まれ、艦の多くの装備は安全性と信頼性が向上した。ナビゲーションシステムの近代化および兵装の改善は、艦にポラリス A3 ミサイルの発射能力を与えることとなった。
オーバーホール作業は1年半にもおよび、ロバート・E・リーは1966年7月12日に海上公試に入る。音響システム公試および兵装システム公試は7月後半に行われ、8月5日にサンディエゴに入港、5日間停泊した。8月10日に東海岸に向けて出航し、8月20日にパナマ運河を通過、9月4日にサウスカロライナ州チャールストンに到着した。
9月の残りおよび10月の第1週までロバート・E・リーはフロリダ州ケープカナベラル沖で整調作業を続け、10月10日に海軍長官がオブザーバーとして乗艦して、ポラリスミサイルの発射試験を行った。チャールストンに帰還するとクーパー川サイトで配備に向けての準備に入る。12月4日にチャールストンを出航し17回目の哨戒に向かう。哨戒は1967年1月30日にホーリー・ロッホで完了した。
10月4日までにロバート・E・リーはさらに3度の哨戒を完了した。ロスアラモスに入渠して小修理および船体検査を行った後、11月1日に哨戒を再開し、21回目の哨戒を終えると11月22日にさらに2週間の修理を開始した。12月26日にホーリー・ロッホを出航し、再び哨戒に向かう。
ロバート・E・リーは1969年から1970年にかけて第14潜水戦隊に所属した。ホーリー・ロッホを拠点として活動し、1971年1月1日に33回目の哨戒を完了した。
ロバート・E・リーは1971年1月27日にピュージェット・サウンド海軍造船所で2度目のオーバーホールに入る。12月11日まで艦ドックでの作業が行われ、その後ピュージェット・サウンドで係留される。1972年7月までオーバーホール後の公試および訓練を西海岸で行う。8月半ばにパナマ運河を通過、9月14日にチャールストンに到着した。その後は1973年7月まで東海岸で通常任務を続ける。8月初めにパナマ運河を通過し、8月17日にサンディエゴに到着、続いて真珠湾に向かい9月5日に到着した。ハワイで1ヶ月を過ごした後グアムのアプラ港に向かい、1977年まで同海域での作戦活動に従事、太平洋で何回かの哨戒を行った。
1977年初めにロバート・E・リーは、3回目にして最後のオーバーホールのためメア・アイランド海軍造船所に入る。オーバーホールでは原子炉の燃料補給、装備および兵装の近代化が行われた。海上公試は1978年8月に行われ、12月に任務に復帰した。
ロバート・E・リーは1983年12月1日に退役し、1986年4月30日に除籍された。ワシントン州ブレマートンで保管された後、原子力艦再利用プログラムに従って解体が行われ、作業は1991年9月30日に完了した。